# Jaktstuguskogen
Jaktstuguskogen este o arie protejată (arie specială de conservare — SAC, sit de importanță comunitară — SCI) din Suedia întinsă pe o suprafață de 52,7 ha, integral pe uscat.

## Localizare
Centrul sitului Jaktstuguskogen este situat la coordonatele 59°02′59″N 16°49′11″E / 59.0498°N 16.8196°E.

## Înființare
Situl Jaktstuguskogen a fost declarat sit de importanță comunitară în ianuarie 1998 pentru a proteja un număr necunoscut de specii din flora spontană și fauna sălbatică aflate în arealul zonei. Situl a fost protejat și ca arie specială de conservare în martie 2011.

## Biodiversitate
Situată în ecoregiunea boreală, aria protejată conține 5 habitate naturale: Lacuri și iazuri distrofice naturale, Mlaștini împădurite, Mlaștini turboase de tranziție și turbării mișcătoare, Păduri caducifoliate de mlaștină fino-scandinave, Taiga vestică.
La baza desemnării sitului se află un număr nedeclarat de specii protejate.